# Erica Jong
Erica Jong (New York, 26 maart 1942) is een Amerikaans schrijver die vooral bekend werd door haar roman Fear of Flying (Het ritsloze nummer) uit 1973. Het boek was controversieel door de houding ten opzichte van de vrouwelijke seksualiteit en speelde een prominente rol in de tweede feministische golf. Tot 2015 waren er van Fear of Flying 27 miljoen exemplaren verkocht.

## Jeugd en opleiding
Jong was de middelste van de drie dochters van Eda Mirsky (1911 - 2012) en Seymore Mann (geboren als Nathan Weisman, overleden in 2004). Haar moeder was een in Engeland geboren kunstschilder en textielontwerper, dochter van een Russisch-Joods immigrantengezin. Haar vader was een Pools-Joodse zakenman.
Zij ging in de jaren 1950 naar de Public High School of Music and Art in New York, waar zij haar passie voor kunst en schrijven ontwikkelde. Als student aan het Barnard College redigeerde zij het Barnard Literary Magazine en creëerde poëzieprogramma's voor het radiostation van de campus van de Columbia-universiteit. In 1963 studeerde zij af aan het Barnard College en in 1965 haalde zij een master in 18de-eeuwse Engelse literatuur aan de Columbia-universiteit.

## Loopbaan

### Fear of flying / Het ritsloze nummer

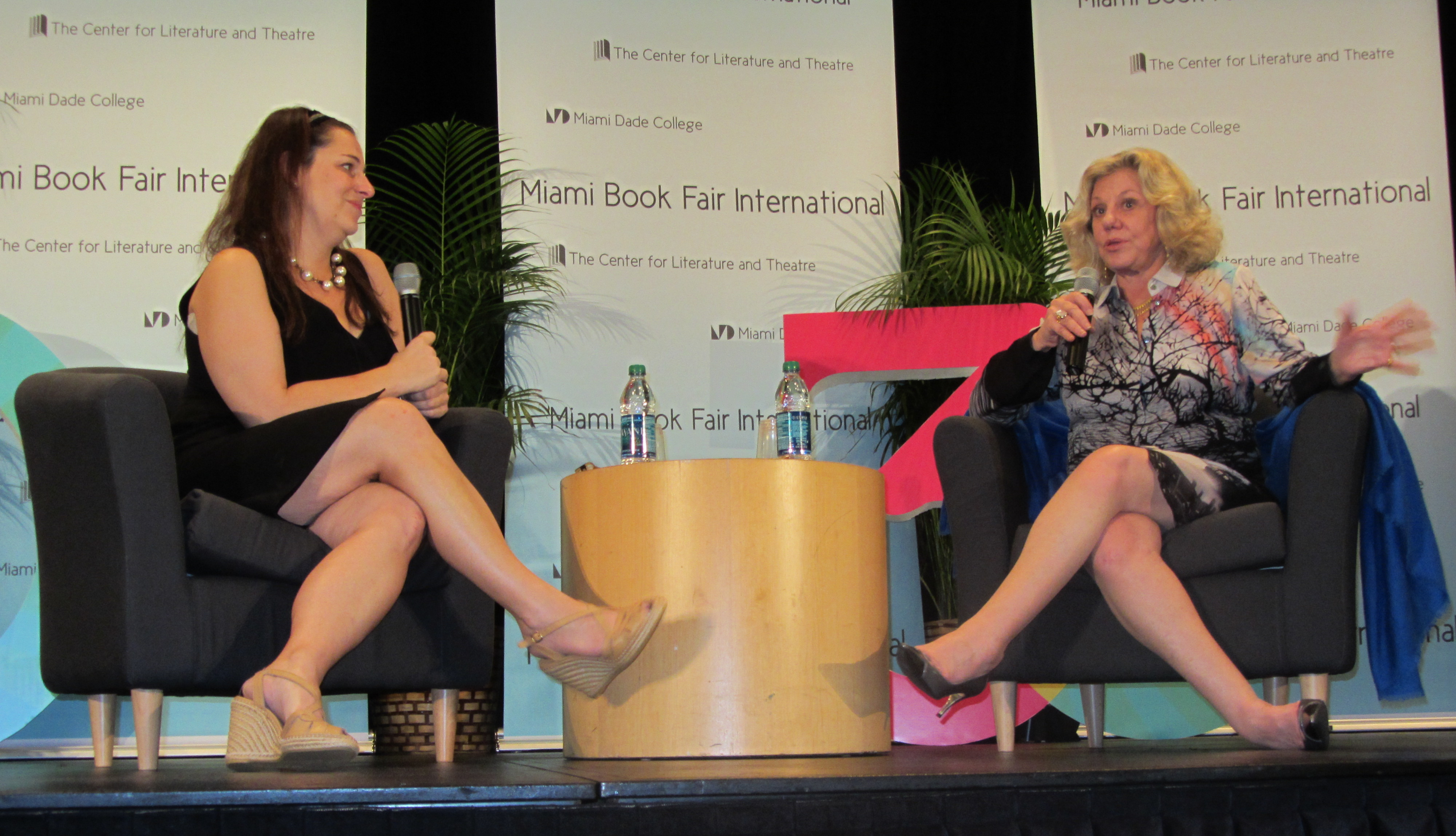
Jennifer Weiner en Erica Jong op de Miami Book Fair International, 2013

Erica Jong is het best bekend door haar eerste roman, Fear of Flying (1973), die een sensatie veroorzaakte door de openhartige behandeling van de vrouwelijke seksualiteit. Hoewel het veel seksuele elementen bevat, is het boek vooral het verslag van een hypersensitieve jonge vrouw, achter in de twintig, die probeert uit te vinden wie zij is en waar ze heen gaat. Het bevat veel psychologische, humoristische, beschrijvende elementen en uitgebreide culturele en literaire referenties. Het boek probeert een antwoord te geven op de vele conflicten die in het Amerika van eind jaren 1960 en begin jaren 1970 bij vrouwen opkwamen op het gebied van vrouw-zijn, vrouwelijkheid, liefde, de zoektocht naar vrijheid en zingeving. De hoofdpersoon verlaat haar man en volgt een man op wie zij verliefd is geworden.
De reacties op het boek waren heftig, en er vond een debat plaats of het pornografie was of kunst. Sommige feministen vonden het een knieval voor het mannelijke ideaalbeeld van de welwillende vrouw. Positieve geluiden kwamen van John Updike en Henry Miller, die het boek vooral roemden wegens het doorbreken van taboes.

### Overige boeken
Na Fear of flying schreef Jong nog vele andere romans. Zij schrijft vooral fictie omdat deze boeken satire en kritiek kunnen bevatten, naast het verhaal. Ook schreef zij diverse boeken met poëzie en verscheidene memoires, zoals over Henry Miller, en Fear of Fifty: A Midlife Memoir. Ze schreef ook een kinderboek over echtscheiding.

### Kritiek
Erica Jong heeft buitensporig veel kritiek gekregen. Zij heeft waarschijnlijk meer persoonsgerichte aanvallen gekregen dan enig andere vrouwelijke schrijfster van het eind van de twintigste eeuw. Soms was de kritiek  misogyn of anti-semitisch van aard. Dit is aangetoond in het boek dat Charlotte Templin schreef in haar onderzoek Feminism and the Politics of Literary Reputation: The Example of Erica Jong.

## Privéleven

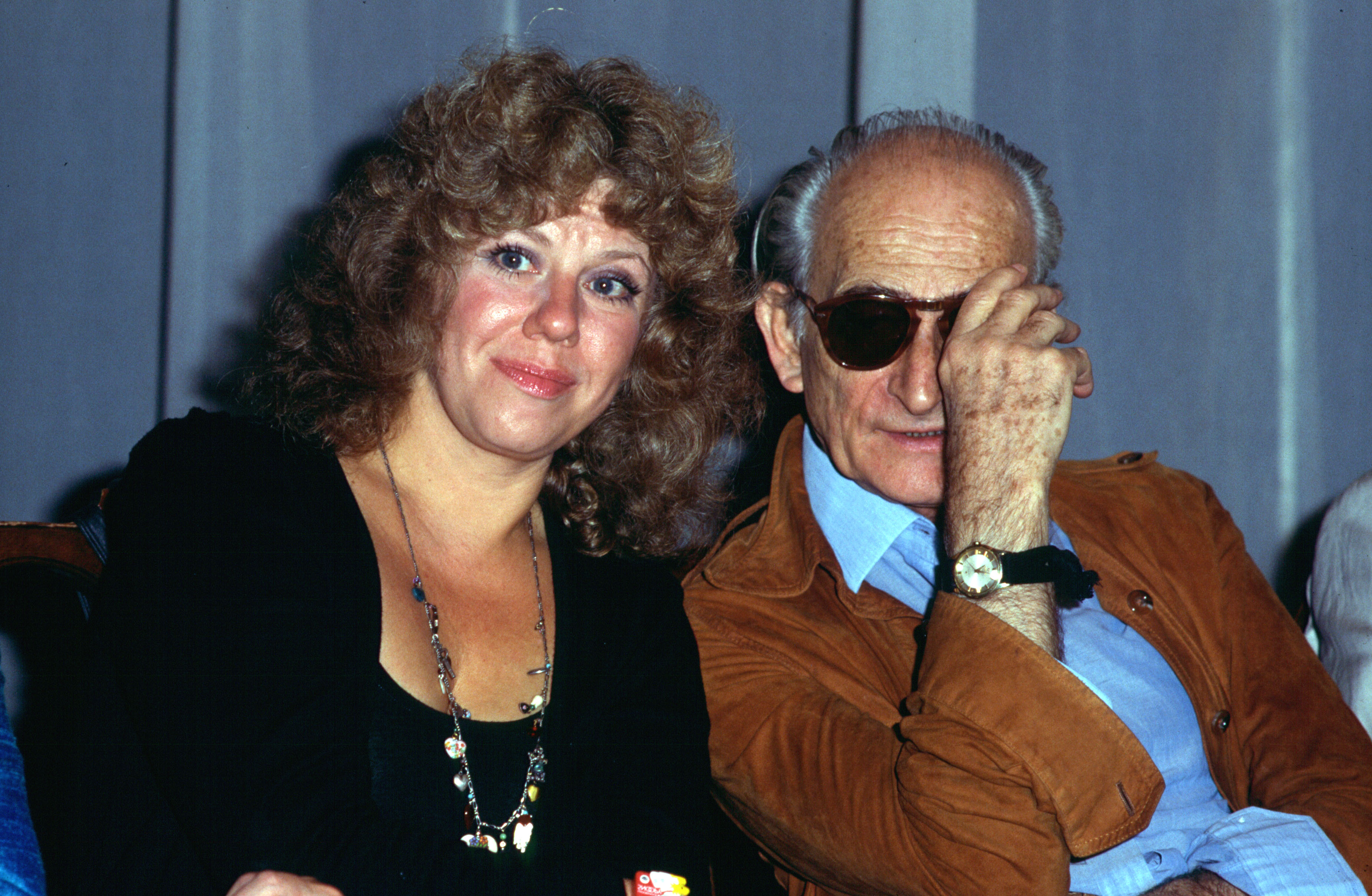
Erica Jong met Balthus op het Filmfestival van Venetië, 1984

Jong is vier keer getrouwd geweest. Haar eerste twee huwelijken, met studievriend Michael Werthman en met Allan Jong, een Chinees-Amerikaans psychiater, worden weerspiegeld door die van de verteller van Fear of Flying. Haar derde echtgenoot was Jonathan Fast, schrijver en docent maatschappelijk werk en zoon van schrijver Howard Fast. Dit huwelijk wordt beschreven in How to Save Your Own Life en Parachutes and Kisses. Uit haar derde huwelijk heeft zij een dochter, Molly Jong-Fast. Van 1989 tot 2015 was zij getrouwd met Kenneth David Burrows, een New Yorks advocaat. Aan het eind van de jaren 1990 schreef zij een artikel over haar vierde huwelijk in het magazine Talk.
Van 1966 tot 1969 woonde zij met haar tweede man op een legerbasis in Heidelberg. Zij bracht frequent bezoeken aan Venetië en schreef over die stad in haar roman Shylock's Daughter.
Erica Jong wordt genoemd in de Bob Dylan-song "Highlands" (Time Out of Mind (1997) ). Zij ondersteunt lgbt-rechten en erkenning van het homohuwelijk en claimt dat "het homohuwelijk een zegen is en geen vloek. Het bevordert ongetwijfeld de stabiliteit en het gezin. En het is zeker goed voor kinderen."

## Onderscheidingen
- Poetry Magazine's Bess Hokin Prijs (1971)
- Sigmund Freud Award for Literature (1975)
- United Nations Award for Excellence In Literature (1998)
- Deauville Award for Literary Excellence In France
- Fernanda Pivano Award voor literatuur In Italië

## Bibliografie (selectie)

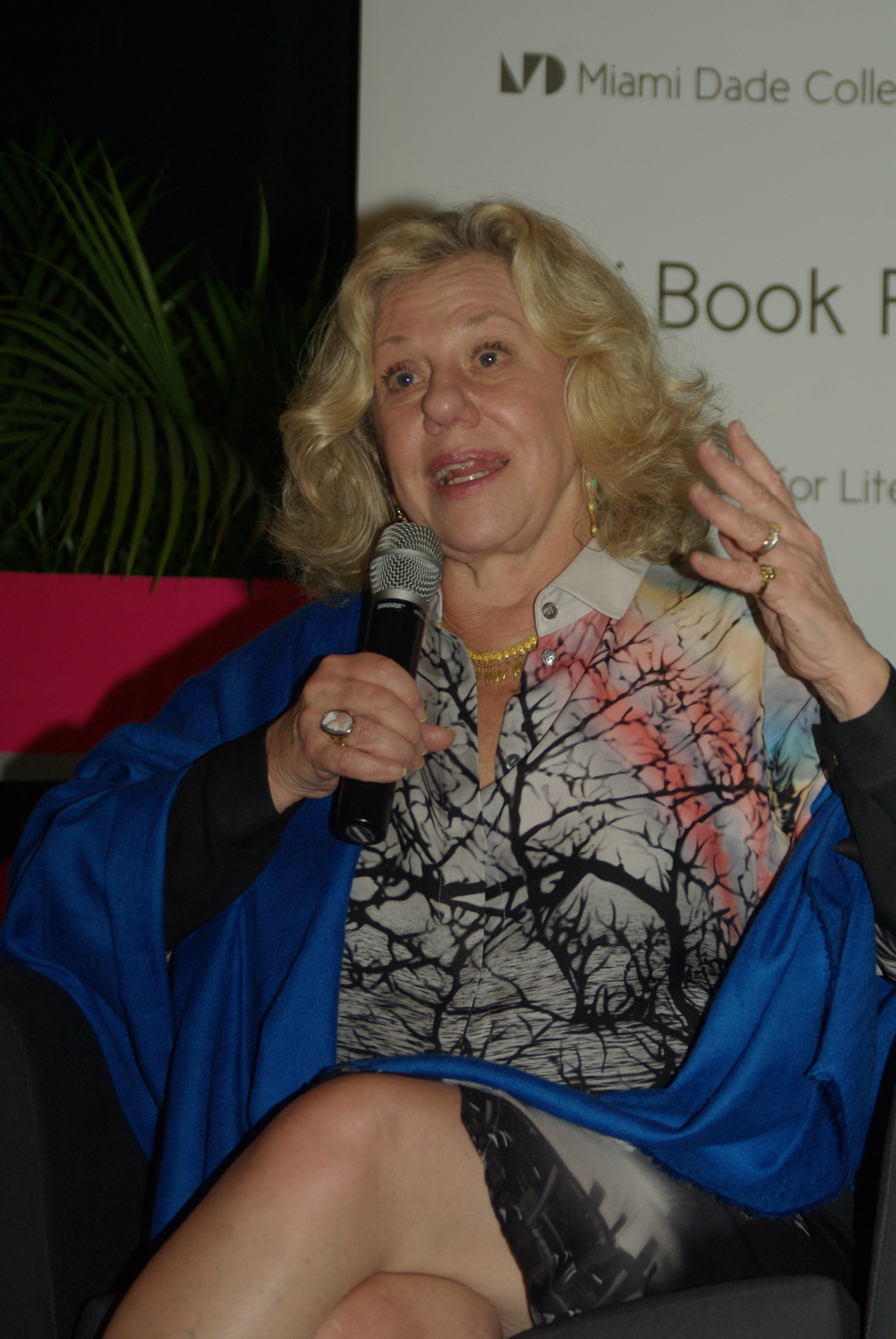
Erica Jong, Miami, 2013